# Alexandre de Gouy d'Anserœul
Alexandre de Gouy d'Anserœul (Doornik, 11 september 1753 - Bergen, 23 maart 1827) was een Zuid-Nederlands edelman.

## Geschiedenis
De Gouy was een aloude adellijke familie. De eerste adelsverheffing binnen deze familie werd in 1469 verleend aan Pierre de Gouy.
Alexander Michel Erasme Joseph de Gouy was een zoon van Michel de Gouy, heer van Anserœul en Broquet, schepen van Doornik, en van Marie-Catherine Hoverlant. Hij trouwde in 1778 met Catherine du Mortier (1757-1839) en ze hadden zeven kinderen.
Onder het Verenigd Koninkrijk der Nederlanden werd hij benoemd als lid van de Provinciale Staten van Henegouwen. In 1817 werd hij erkend in de erfelijke adel met de titel van ridder, overdraagbaar op alle mannelijke afstammelingen. Hij werd benoemd in de Ridderschap van de provincie Henegouwen.
De enige mannelijke nazaat die trouwde was luitenant-kolonel Michel de Gouy (1779-1826), met Charlotte Vranx (1784-1828). Het echtpaar bleef kinderloos.
De laatste naamdraagster overleed in 1879.